# Liste des cours d'eau de Santa Catarina
 (mars 2025).
Liste des principaux cours d'eau de l'État de Santa Catarina, au Brésil.

## A
- Rio das Antas
- Rio Alto Braço
- Rio Amola-Faca
- Rio Antoninha
- Rio Araranguá
- Rio Araújo
- Rio Ariranha
- Arroio Grande
- Arroio São Pedro

## B
- Rio Barra Grande
- Rio Benedito
- Rio Biguaçu
- Rio Bituva
- Rio Bonito
- Rio do Braço
- Rio Braço do Norte
- Rio Büchler
- Rio Burro Branco

## C
- Rio Caçador Grande
- Rio Cachoeira
- Rio Camboriú
- Rio Campo Novo do Sul
- Rio Canoas
- Rio Canoinhas
- Rio Capetinga
- Rio Capivaras
- Rio Capivari
- Rio Carahá
- Rio Catundó
- Rio Caveiras
- Rio dos Cedros
- Rio Chalana
- Rio Chapecó
- Rio Chapecozinho
- Rio Correntes
- Rio Cubatão do Norte
- Rio Cubatão do Sul

## D
- Rio Desquite
- Rio Duna ou rio do Una ou rio d'Una
- Rio da Divisa

## E
- Rio Engano
- Rio do Engano

## F
- Rio Feliciano
- Rio do Filipe
- Rio das Flores

## H
- Rio Hercilio
- Rio Humboldt

## I
- Rio Iguaçu
- Rio do Índio
- Rio dos Índios
- Rio Inferno Grande
- Rio Iracema
- Rio Irani
- Rio Imaruí ou rio Imaruim
- Rio Itajaí
- Rio Itajaí-Açu
- Rio Itajaí-Mirim
- Rio Itajaí do Norte
- Rio Itajaí do Oeste
- Rio Itajaí do Sul
- Rio Itapocu
- Rio Itapocuzinho
- Rio Itapurã
- Rio Itoupava

## J
- Rio Jacutinga
- Rio Jangada
- Rio Jaraguá
- Rio João Paulo
- Rio Jundiá

## L
- Rio Lajeado Agudo
- Rio Lajeado Macuco
- Rio da Lança
- Rio Laranjeiras
- Rio Lava-Tudo
- Rio do Leão
- Rio Luís Alves ou rio Luisinho

## M
- Rio Macaco
- Rio Macaco Branco
- Rio da Madre
- Rio Mampituba
- Rio Manuel Alves
- Rio Mansinho
- Rio Maria Preta
- Rio Marombas
- Rio Maruim ou rio Imaruí ou rio Imaruim
- Rio do Mato
- Rio do Meio
- Rio Morto

## N
- Rio Negrinho
- Rio Negro
- Rio Novo

## O
- Rio da Onça
- Rio do Ouro

## P
- Rio Paciência
- Rio Palheiro
- Rio Palmitos
- Rio Palmital
- Rio dos Pardos
- Rio das Pedras
- Rio do Peixe
- Rio Pelotas
- Rio Pelotinhas
- Rio Peperi-Guaçu
- Rio Pequeno
- Rio Perimbó
- Rio Pesqueiro
- Rio Pilões
- Rio do Pinto
- Rio Pinheirinho
- Rio Piraí
- Rio Pirabeiraba
- Rio dos Porcos
- Rio dos Portões
- Rio do Povoamento
- Rio Preto
- Rio Púlpito

## Q
- Rio Quinze de Novembro

## R
- Rio Rancho Grande
- Rio Ratones
- Ribeirão do Baú

## S
- Rio Santa Cruz
- Rio Santo Antônio
- Rio São Bento (nord de Santa Catarina)
- Rio São Bento (ouest de Santa Catarina)
- Rio São Bento (sud de Santa Catarina)
- Rio São Domingos
- Rio São João
- Rio São Mateus
- Rio Sargento
- Rio Saudades
- Rio Sumidouro

## T
- Rio Tavares
- Rio Tamanduá
- Rio Tijucas
- Rio Timbó
- Rio Timbozinho
- Rio Três Barras
- Rio Tributo
- Rio Tubarão

## U
- Rio d'Una ou rio do Una ou rio Duna
- Rio Uruguai
- Rio Uruçanga

## V
- Rio Vacas Gordas
- Rio Vermelho

## Carte détaillée
Carte